# Le Bourgeois gentilhomme (téléfilm, 1968)
Pour les articles homonymes, voir Le Bourgeois gentilhomme (homonymie).
Pour plus de détails, voir Fiche technique et Distribution.
Le Bourgeois gentilhomme est un téléfilm français, réalisé par Pierre Badel, reprenant l'intrigue et les dialogues de la pièce de Molière et diffusé le 28 décembre 1968 sur la télévision française (ORTF).

## Synopsis
Le téléfilm est une adaptation très fidèle de la pièce de Molière, tournée en décors naturels au château de Nandy et qui accorde une large place aux ballets, comme l'œuvre théâtrale originale, sur les musiques de Lully.

## Fiche technique
- Titre original : Le Bourgeois gentilhomme
- Réalisateur : Pierre Badel
- Directeur de la photographie : Louis Miaille
- Chorégraphes : Milko Sparemblek, Raoul Celada
- Costumier : Claude Catulle
- Décorateur : Jacques Chalvet
- Société de production : ORTF
- Pays d'origine : France
- Genre : film historique
- Durée : 130 minutes
- Date de sortie : 28 décembre 1968

## Distribution
- Michel Serrault : M. Jourdain
- Rosy Varte : Mme Jourdain
- Daniel Ceccaldi : Dorante
- Jean-Pierre Darras : le maître de ballet
- Roger Carel : le maître de musique
- Henri Virlogeux : le maître de philosophie
- Jacques Legras : le maître-tailleur
- Michel Creton : Covielle
- Georges Audoubert : le maître d'armes
- Annick Blancheteau : Lucile
- René Bouloc : premier laquais
- Xavier Depraz : le Grand Turc
- Philippe Etesse : Cléonte
- Catherine Hiegel : Nicole
- Tania Torrens : Dorimène
- Armand Babel : second laquais
- Pierre Devevey : élève du maître de musique
- Michel Morano : le garçon tailleur
- Anne-Marie Sanial : Soliste
- Marc Vento : Soliste
- Jean-Marie Humily : Soliste
- Nathalie Bréhal : Une danseuse